# Tantilla wilcoxi
Tantilla wilcoxi este o specie de șerpi din genul Tantilla, familia Colubridae, descrisă de Leonhard Hess Stejneger în anul 1902. A fost clasificată de IUCN ca specie cu risc scăzut. Conform Catalogue of Life specia Tantilla wilcoxi nu are subspecii cunoscute.